# モーガン郡 (ケンタッキー州)
モーガン郡（英: Morgan County）は、アメリカ合衆国ケンタッキー州の北東部に位置する郡である。2010年国勢調査での人口は13,923人であり、2000年の13,948人から0.2%減少した。郡庁所在地はウェストリバティ市（人口3,435人）であり、同郡で人口最大の都市でもある。モーガン郡はアルコール飲料の販売が制限あるいは禁止されている「ドライ郡」（禁酒郡）である。

## 歴史
モーガン郡は1822年12月7日に、バス郡とフロイド郡の一部を合わせて設立された。郡名はアメリカ独立戦争時の将軍ダニエル・モーガン（1736年-1802年）に因んで名付けられた。
2012年5月9日、モーガン郡は改良藤田スケールEF3の竜巻に襲われ、ウェストリバティ市に大きな被害を出した。

## 地理
アメリカ合衆国国勢調査局に拠れば、郡域全面積は383.73平方マイル (993.9 km2)であり、このうち陸地381.26平方マイル (987.5 km2)、水域は2.47平方マイル (6.4 km2)で水域率は0.64%である。

### 隣接する郡
- ローワン郡 - 北西
- エリオット郡- 北
- ローレンス郡 - 北東
- ジョンソン郡 - 東
- マゴフィン郡 - 南東
- ウルフ郡 - 南西
- メニフィー郡 - 西

### 国立保護地域
- ダニエル・ブーン国立の森（部分）

## 人口動態
以下は2000年国勢調査による人口統計データである。
| 基礎データ - 人口: 13,948人 - 世帯数: 4,752 世帯 - 家族数: 3,568 家族 - 人口密度: 14人/km2（37人/mi2） - 住居数: 5,487軒 - 住居密度: 5軒/km2（14軒/mi2） 人種別人口構成 - 白人: 94.59% - アフリカン・アメリカン: 4.38% - ネイティブ・アメリカン: 0.15% - アジア人: 0.16% - 太平洋諸島系: 0.01% - その他の人種: 0.06% - 混血: 0.65% - ヒスパニック・ラテン系: 0.61% 年齢別人口構成 - 18歳未満: 22.4% - 18-24歳: 10.6% - 25-44歳: 32.9% - 45-64歳: 22.3% - 65歳以上: 11.8% - 年齢の中央値: 36歳 - 性比（女性100人あたり男性の人口） - 総人口: 123.3 - 18歳以上: 128.4 | 世帯と家族（対世帯数） - 18歳未満の子供がいる: 34.8% - 結婚・同居している夫婦: 62.4% - 未婚・離婚・死別女性が世帯主: 9.2% - 非家族世帯: 24.9% - 単身世帯: 22.6% - 65歳以上の老人1人暮らし: 10.3% - 平均構成人数 - 世帯: 2.55人 - 家族: 2.97人 収入と家計 - 収入の中央値 - 世帯: 21,869米ドル - 家族: 26,135米ドル - 性別 - 男性: 23,966米ドル - 女性: 18,463米ドル - 人口1人あたり収入: 12,657米ドル - 貧困線以下 - 対人口: 27.2% - 対家族数: 23.5% - 18歳未満: 33.9% - 65歳以上: 28.5% |

## 都市と町
| - ウェストリバティ - 郡庁所在地 - ケイニー - キャネルシティ - コットル - クロケット - ディンガス - エラムトン - エルクフォーク - イーゼル - グラシークリーク | - レノックス - マローン - マイマ - マイズ - ムーン - オーファー - レリーフ - ステイシーフォーク - ホワイトオーク - リグリー |